# Melissodes foxi
Melissodes foxi là một loài Hymenoptera trong họ Apidae. Loài này được Crawford mô tả khoa học năm 1915.